# Distretto di Guadalupe
Il distretto di Guadalupe  è uno dei cinque distretti della provincia di Pacasmayo, in Perù. Si trova nella regione di La Libertad e si estende su una superficie di 165,37  chilometri quadrati.